# 海兰莱克
海兰莱克（英語：Highland Lake）是美国阿拉巴马州下属的一座城市。面积约为1.63平方英里（约合4.22平方公里）。根据2010年美国人口普查，该市有人口412人，人口密度为252.61/平方英里（约合97.63/平方公里）。